# مارك ديكل
مارك ديكل (بالإنجليزية: Mark Dickel)‏ مواليد 21 ديسمبر 1976 في دنيدن، نيوزيلندا، هو لاعب كرة سلة نيوزلندي معتزل. بدأ مسيرته الاحترافية في سنة 1993. لعب مع فريق كانتربيري رامز في الدوري النيوزيلندي لكرة السلة. يبلغ طوله 6 قدم 2 بوصة (1.9 م). مثّل منتخب بلاده. شارك في دورة الألعاب الأولمبية الصيفية سنة 2000. اعتزل اللعب في 2014.

## المسيرة الاحترافية
لعب مع ويلينغتون ساينتس في سنة 1998، ثم لعب مع ويلينغتون ساينتس في سنة 2002، ثم لعب مع فنربخشة لكرة السلة في الدوري التركي في موسم 2002–2003، ثم لعب مع نادي أوستند لكرة السلة في سنة 2003، ثم لعب مع نادي فنربخشة في سنة 2004.

## سجل المنافسة
شارك في المنافسات التالية:
- الألعاب الأولمبية الصيفية 2000
- الألعاب الأولمبية الصيفية 2004
- بطولة أمم أوقيانوسيا لكرة السلة 2011

## روابط خارجية
- مارك ديكل على موقع الاتحاد الدولي لكرة السلة (الإنجليزية)
- مارك ديكل على موقع الدوري الأوروبي لكرة السلة (الإنجليزية)
- مارك ديكل على موقع كرة السلة الأوروبية.كوم (الإنجليزية)
- مارك ديكل على موقع كلية كرة السلة في سبورتس رفرنس.كوم (الإنجليزية)
- مارك ديكل على موقع ريلجم (الإنجليزية)
- مارك ديكل على موقع بروبوليرز (الإنجليزية)
- مارك ديكل على موقع سبورتس رفرنس (الإنجليزية)
- مارك ديكل على موقع أوليمبيديا (الإنجليزية)